# 路西爾 (阿拉巴馬州)
路西爾（英語：Loosier）是一個位於美國阿拉巴馬州勞倫斯縣的非建制地區。該地的面積和人口皆未知。

## 地理
路西爾的座標為34°34′18″N 87°22′13″W / 34.57167°N 87.37028°W，而該地的平均海拔高度為228米（即748英尺）。